# Berenice Lunardi
Berenice Lunardi foi uma modelo brasileira de Minas Gerais que em 1965 tornar-se-ia Miss Brasil Mundo. É a primeira representante desse estado a conquistar esse título.